# Баргалска епархия (Римокатолическа църква)
 Тази статия е за титулярната римокатолическа епархия.  За историческата и титулярната на Македонската православна църква вижте Баргалска епархия.  
Баргалската епархия (на латински: Dioecesis Bargalensis) е титулярна епископия на Римокатолическата църква с номинално седалище в македонския град Баргала, Република Македония. Епархията е подчинена на Солунската архиепископия. Като титулярна епископия е установена в 1925 година.
Титулярни епископи
| Име                          | Име                             | Управление                 | Забележка      | Години                           |
| ---------------------------- | ------------------------------- | -------------------------- | -------------- | -------------------------------- |
| Иван Йожеф Томажич           | Ivan Jožef Tomažič              | 8 юни 1928 - 27 юни 1933   | в лавантски е. | 1 август 1876 – 27 февруари 1949 |
| Горгон Грегори Брандсма      | Gorgon Gregory Brandsma         | 11 юли 1933 – 20 юни 1935  |                | 22 юни 1874 – 20 юни 1935        |
| Жозе Агостино да Роча Нороня | José Agostinho da Rocha Noronha | 17 април 1936 – 7 юли 1938 |                | 19 юни 1889 – 7 юли 1938         |
| Жозеф-Жан-Ив Маркаде         | Joseph-Jean-Yves Marcadé        | 10 юли 1938 – 7 май 1959   |                | 23 ноември 1894 – 7 май 1959     |